# Peter Burge
Peter Burge (Peter Scott Burge; * 3. Juli 1974 in Townsville) ist ein ehemaliger australischer Weitspringer.
Er begann seine Karriere als Dreispringer und wurde in dieser Disziplin 1993 Australischer Meister. 1998 wechselte er zum Weitsprung und gewann in dieser Saison auf Anhieb Gold bei den Commonwealth Games in Kuala Lumpur. Im darauffolgenden Jahr musste er wegen einer chronischen Verletzung in der Leistenregion pausieren. 
Bei den Olympischen Spielen 2000 in Sydney wurde er Sechster und bei den Leichtathletik-Hallenweltmeisterschaften 2001 Vierter. 2000, 2001 und 2003 wurde er nationaler Meister im Weitsprung. 2003 beendete er seine sportliche Karriere. Peter Burge ist 1,87 m groß und wog zu Wettkampfzeiten 80 kg. Er startete für den Melbourne Track Club.

## Persönliche Bestleistungen
- Weitsprung: 8,30 m, 2. März 2000, Melbourne
  - Halle: 8,11 m, 4. März 2001, Sindelfingen
- Dreisprung: 16,19 m, 19. September 1992, Seoul